# Polyura thawgawa
Polyura thawgawa är en fjärilsart som beskrevs av Robert Christopher Tytler 1940. Polyura thawgawa ingår i släktet Polyura och familjen praktfjärilar. Inga underarter finns listade i Catalogue of Life.